# Tisza Szálló és Gyógyfürdő
A Tisza Szálló és Gyógyfürdő Szolnokon, a Verseghy park 2. alatt található.

## Történet
A Tisza Szálló és Gyógyfürdő neobarokk épülete Szolnokon a Tisza folyó partján, parkosított környezetben található. Az épületet 1928-ban építették Hegedűs Ármin tervei alapján.
A szállodához közvetlenül kapcsolódik a gyógyfürdő. Épülete a török fürdőkre emlékeztet. A kör alakú kupolacsarnokban egy nagyobb és egy kisebb meleg vizes medence, valamint a szauna utáni fürdőzésre szolgáló vizes medence található.
A 948 méter mélységből feltörő, 55,6 °C-os hévíz alapvetően a jódos-brómos gyógyvizek közé sorolható, jelentős kalcium, magnézium, fluor, metakovasav és metabórsav tartalommal. Reumatikus, ízületi, nőgyógyászati betegségek, gyomorfájások (savtúltengés), fogínybetegségek hatásos kezelési eszköze. A sétány felé eső nyílt kút a szolnokiak kedvenc artézivíz-vételező helye.
Igazgatója sokáig Lipóczki János volt.

## Szálloda

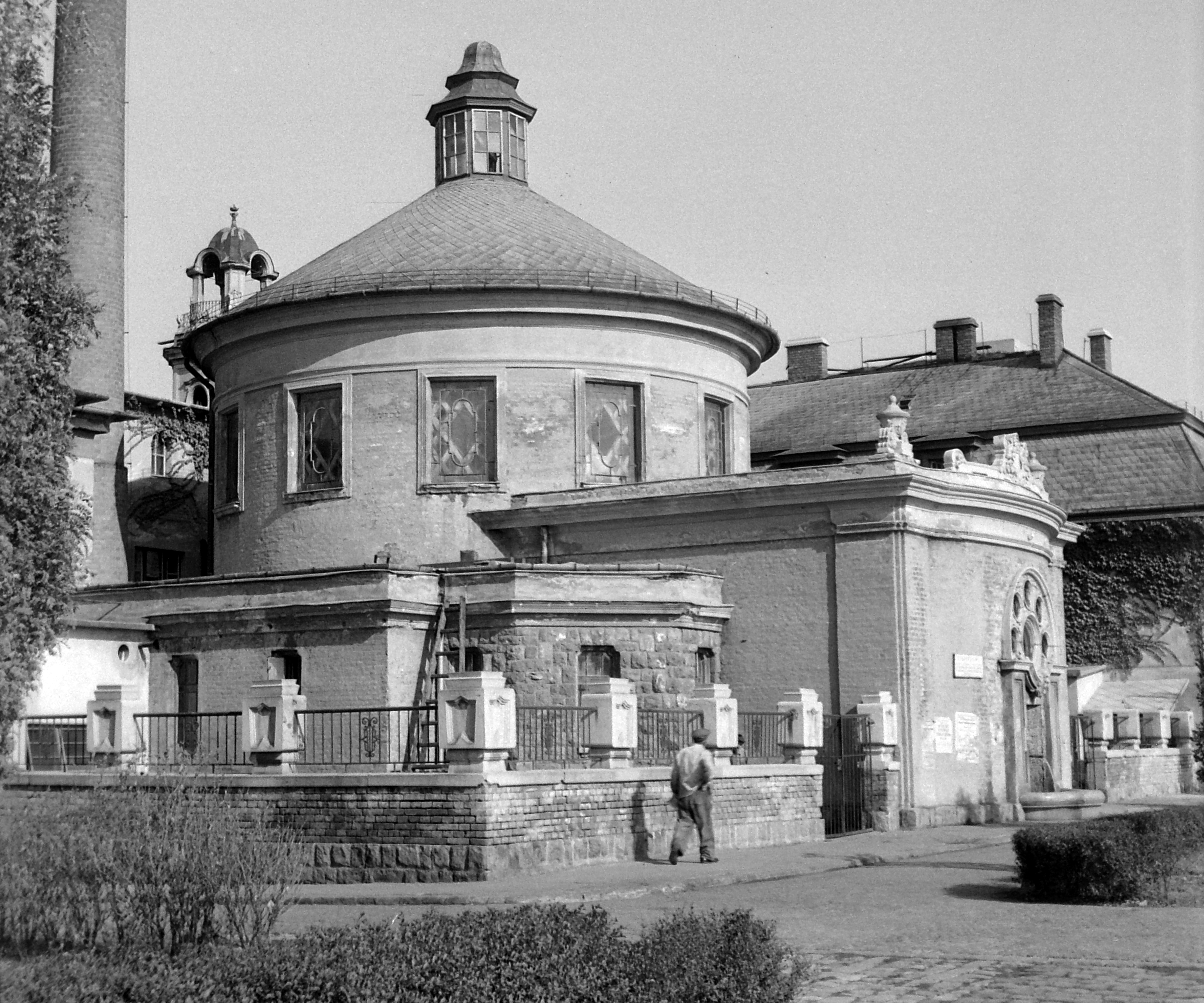
1960-ban

A szálloda neobarokk stílusban épült, s a belső berendezés is a múltat idézi. A háromcsillagos kategóriába tartozik. Közvetlen összeköttetésben áll a gyógyfürdővel, amelyet a szálló vendégei ingyenesen igénybe vehetnek. Összesen 73 főt képes vendégül látni 33 szobával. A szobák pedig 4 kategóriába sorolhatóak. 
- Deluxe szobák
- Superior szobák
- Standard szobák
- Manzárd szobák

## Külső hivatkozások
- Régi kép a fürdőről
- A szolnoki Tisza Szálló története